# Ululodes roseni
Ululodes roseni är en insektsart som beskrevs av Luisa Eugenia Navas 1911. Ululodes roseni ingår i släktet Ululodes och familjen fjärilsländor. Inga underarter finns listade i Catalogue of Life.